# Brügger & Thomet GL-06
GL-06 — гранатомёт, разработанный швейцарской фирмой Brügger & Thomet AG.

## Описание
Гранатомёт однозарядный, имеет нарезной ствол с 12 правосторонними нарезами.
Имеет регулируемый открытый прицел и 4 планки Пикатинни для установки прицела и дополнительного оборудования. Кроме того, в комплект поставки гранатомёта от производителя входит коллиматорный прицел «Aimpoint Micro TL» (при установке которого масса оружия увеличивается до 2,1 кг).
Ударно-спусковой механизм — самовзводный, оснащён скрытым курком и ручным предохранителем.
Приклад складной пластмассовый.
В комплект поставки гранатомёта входит ремень.

## Варианты и модификации
- Brügger & Thomet GL-06 — боевой гранатомёт, обеспечивает возможность стрельбы всеми видами боеприпасов[1]
- Brügger & Thomet LL-06 — полицейский гранатомёт, обеспечивает возможность стрельбы «нелетальными» боеприпасами (гранатами со слезоточивым газом, патронами с резиновыми пулями и др.)[1]
- Форт-600 — вариант производства НПО «Форт»[3]

## Страны-эксплуатанты
- Испания — в 2010 году партия гранатомётов GL-06 была закуплена для мобильной бригады полиции Каталонии (Área de Brigada Móvil), они используются для отстрела гранат нелетального действия[4]
- Казахстан — в 2009 году 18 шт. закуплено в ФРГ[5]
- США — в ноябре 2018 года 329 шт. были закуплены для таможенной службы США[6]
- Украина — состоит на вооружении, производится по лицензии.
- Франция — в 2008 году принят на вооружение полиции Франции[1] под наименованием LBD-40[7]
- Эстония — принят на вооружение вооружённых сил Эстонии[8]